# Rhabdoweisia curvipes
Rhabdoweisia curvipes là một loài rêu trong họ Rhabdoweisiaceae. Loài này được (Müll. Hal.) Mitt. mô tả khoa học đầu tiên năm 1870.